# Pasulji
Pasulj ili grah je naziv za seme nekoliko biljaka iz porodice mahunarki (Fabaceae). Postoji oko 70 vrsta ovog povrća. To je jednogodišnja zeljasta biljka koja sazreva u jesen. Kao i sve mahunarke, sadrži mnogo belančevina, ali su one fiziološki nepotpune, što znači da im nedostaju pojedine aminokiseline koje su neophodne ljudskom organizmu. Ovaj nedostatak lako se nadoknađuje upotrebom žitarica u ishrani. Hranljiva vrednost lomljenog pasulja na 100g (3,5oz) je: energija - 334 kJ (80 kcal), ugljeni hidrati - 10,5g, masti - 0,5g, proteini - 9,6g.

## Terminologija
Engleska reč „bean” i njeni germanski kognati (e.g., nemački Bohne) su bili u širokoj upotrebi u zapadno germanskim jezicima još pre 12. veka, a odnosili su se na široki pasulj i drugo mahunasto seme. To je bilo dugo pre nego što je rod iz Novog seta Phaseolus postao poznat u Evropi. Nakon kontakta Kolumbijanske ere između Evrope i Amerika, upotreba reči je proširena tako da obuhvata mahunasta semena roda Phaseolus, kao što su obični pasulj i mnogocvetni pasulj, i srodnog roda Vigna. Termin je dugo generalno korišten za mnogo drugo semenje slične forme, kao što su zrna soje Starog sveta, grašak, leblebija (garbanzo pasulj), drugi pripadnici rodova Vicia, i Lupinus, i čak i oni koji su manje slični, kao što su zrna kafe, vanile, ricinusa, i kakao. Stoga termin „bean” u generalnoj upotrebi može da se odnosi na veliki broj različitih vrsta.

### Upotreba
U vegetarijanskoj kuhinji pasulj je veoma popularan jer se njegovom upotrebom nadoknađuje nedostatak belančevina.
Termin pasulj, u raznim dijelovima sveta označava nekoliko biljaka koje pripadaju različitim rodovima iz porodice Fabaceae. Najbitniji rodovi su Phaseolus, Vigna, Psophocarpus, Calia i Canavalia. Najčešće se odnosi na jestivi deo biljke, obično žitarice, kao sušeni pasulj, ali u nekim vrstama se bere pre zrelosti, kao što su pasulj i grašak.

## Vrste pasulja
Pojam pasulj obuhvata više rodova i (pod)vrsta:
Zajedničko obeležje različitih vrsta Fabaceae, koje se obično se svrstavaju pod imenom pasulj, su:
- jednogodišnje zeljaste biljke penjačice ili patuljci (popularni čučo),
- njihovi plodovi,
- seme bogato skrobom i proteinima, a ima duguljast oblik, više ili manje izdužen i često bubrežast,
- sposobne za biološku fiksaciju azota.

## Različite vrste pasulja

### Rod

#### Pasulj
Obični pasulj (Phaseolus vulgaris) je vrsta jednogodišnje biljke, poreklom iz Srednje i Južne Amerike. Uzgaja se zato što ima važnu ulogu u ljudskoj ishrani kao izvor skroba i proteina. Izraz „pasulj” obuhvata one jestive delove koji se zovu žitarica (pasulj) ili podove, koji se takođe zovu pasulj ili „snap”.

#### Pasulj trešnjo
Skerletni pasulj „trkač” (Phaseolus coccineus) je jednogodišnja baštenska biljka koja je imenovana po boji letnih cvetova, ili za određene sorte, kao što je povrće sa jestivim semenom.

#### Lima pasulj
Lima pasulj (Phaseolus lunatus) je jednogodišnja biljka koja se uzgaja u toplim zemljama kao žitarica i jede kao povrće kao što je pasulj.

#### Tepari pasulj
Pasulj tepari (Phaseolus acutifolius) je zeljasta biljka koja se gaji u suvim okruženjima, južno od Severne Amerike, kultiviran u prekolumbovskim vremenima, što su učinili autohtoni Indijanac za ljudsku i životinjsku ishranu.

### Rod

#### Adzuki pasulj
Adzuki (Vigna angularis) je lozasta biljka koja se široko uzgaja u istočnoj Aziji zbog jestivog semena. Ovo je jedna od najukusnijih vrsta crvenog pasulja, a najviše se konzumira u obe tesnate kuhinje u Aziji.

#### Karakol
Karakol pasulj je biljka penjačica poreklom iz tropskih krajeva Centralne i Južne Amerike, kultivirana za ukrasne svrhe.

#### Kilometarski pasulj
Dvorišni izduženi pasulj (Vigna unguiculata subsp sesquipedalis) je zeljasta biljka penjačica, kultivirana kao povrće za zrnevlje i kao žitarica. Može uspevati kao međukultura posađena s kukuruzom koji služi kao zaštita.

#### Mat pasulj
Pasulj mat (Vigna aconitifolia) je jednogodišnja biljka otporna na suša (kserofit). Ova zeljasta biljka sa malim žutim cvetićima i duboko usečenim listovima, koja se uzgaja u sušnim područjima Azije zbog sićušnih jestivog semena, u rasponu boja od svetlosmeđe do tamnosmeđe-crvenkaste.

#### Mungo pasulj
Pasulj mungo ili zeleni mungo (Vigna radiata) je jednogodišnja biljka poreklom sa Indijskog potkontinenta, koja se uzgaja kao povrće. Ima jestivo seme poput pasulja. Čest je sastojak u kineskoj kuhinji.

#### Rižasti pasulj
je zeljasta bilka poreklom iz tropske Azije, kultivirana naročito u Kini, kao mala žitarica za hranu.

#### Crni gram
Crni gram pasulj je biljka koja se uzgaja na azijskom jugu. Naširoko se koristi za pripremu jela „dal” iz granuliranog semenja, celog ili lomljenog.

### Ostali rodovi

#### Sabljasti pasulj
Sabljasti pasulj je biljka koja se uzgaja u tropskim I suptropskim regijama Afrike i Azija. Nezreli plodovi biljaka iz reda Canavalia (karanfilići) jedu se kao povrće u varivima ili zasebno.

#### Krilasti pasulj
Krilasti pasulj ili četvrtasti grašak (Psophocarpus tetragonolobus) je vrsta tropske biljke porijeklom iz Papua Nove Gvnejei. Obilno raste u područjima oko ekvatora (sa ravnodnevnicom) na vrelim i vlažnim površinama. Jedan je od najboljih azotofiksatora. Svi dijelovi biljke su jestivi.

#### Meskal
Pasulj meskal (Calia secundiflora) je vrsta žbuna, poreklom iz Južne Amerike, a koristi se kao ukrasna biljka. Ova biljka je halucinogena.

## Produkcija
Podatke o produkciji mehunarki objavljuje FAO u tri kategorije. 1 Suve mahunarke: svo zrelo i suvo seme leguminoza osim soje i kikirikija. 2 Uljasti usevi: soja i kikiriki. 3 Sveže povrće: nezreli zeleni sveži plodovi mahunarki. Sledi pregled FAO podataka.
| Usevi [FAO kod]                 | 1961  | 1981  | 2001   | 2015   | 2016   | 2016 /1961 | napomena                                                                |
| ------------------------------- | ----- | ----- | ------ | ------ | ------ | ---------- | ----------------------------------------------------------------------- |
| Mahunarke, ukupno [1726] (suve) | 40,78 | 41,63 | 56,23  | 77,57  | 81,80  | 2,01       | proizvodnja po stanovniku je smanjena.                                  |
| Uljasti usevi (suvi)            |       |       |        |        |        |            |                                                                         |
| Soja [236]                      | 26,88 | 88,53 | 177,02 | 323,20 | 334,89 | 12,46      | Drastično povećanje podstaknuto potražnjom za stočnom hranom i gorivom. |
| Kikiriki, sa ljuskom [242]      | 14,13 | 20,58 | 35,82  | 45,08  | 43,98  | 3,11       |                                                                         |
| Sveže povrće (80 - 90% voda)    |       |       |        |        |        |            |                                                                         |
| Pasulj, zelen [414]             | 2,63  | 4,09  | 10,92  | 23,12  | 23,60  | 8,96       |                                                                         |
| Građak, zelen [417]             | 3,79  | 5,66  | 12,41  | 19,44  | 19,88  | 5,25       |                                                                         |

„Mahunarke, ukupno [1726] (suve)” je ukupna količina svih suvih leguma koja se uglavnom konzumira kao hrana. Proizvodnja u 2016. godini iznosila je 81,80 miliona tona. Rezultat proizvodnje suvih mahunarki u 2016. godini je povećan do 2,0 puta u odnosu na rezultat iz 1961. godine, dok je porast stanovništva bio 2,4 puta.
Glavni usevi u „ukupnim suvim mahunarkama [1726]” su „pasulj, su [176]” 26,83 miliona tona, „grašak, sub [187]” 14,36 miliona tona, „leblebija [191]” 12,09 miliona tona, „kravlji grašak [195]” 6,99 miliona tona, „sočivo [201]” 6,32 miliona tona, „golublji grašak [197]” 4,49 miliona tona, „bob, konjski pasulj [181]” 4,46 miliona tona. Generalno, potrošnja mahunarki po stanovniku je opala od 1961. Izuzetak su sočivo i kravlji grašak.
|    | Zemlja     | 2016  | Udeo   | Napomena |
| -- | ---------- | ----- | ------ | -------- |
|    | Ukupno     | 81,80 | 100%   |          |
| 1  | Indija     | 17,56 | 21,47% |          |
| 2  | Kanada     | 8,20  | 10,03% |          |
| 3  | Mjanmar    | 6,57  | 8,03%  |          |
| 4  | Kina       | 4,23  | 5,17%  |          |
| 5  | Nigerija   | 3,09  | 3,78%  |          |
| 6  | Rusija     | 2,94  | 3,60%  |          |
| 7  | Etiopija   | 2,73  | 3,34%  |          |
| 8  | Brazil     | 2,62  | 3,21%  |          |
| 9  | Australija | 2,52  | 3,09%  |          |
| 10 | SAD        | 2,44  | 2,98%  |          |
| 11 | Niger      | 2,06  | 2,51%  |          |
| 12 | Tanzanija  | 2,00  | 2,45%  |          |
|    | drugi      | 24,82 | 30,34% |          |

Svetski lider u proizvodnji suvog pasulja je Mjanmar (Burma), a slede Indija i Brazil. U Africi, najvažniji proizvođač je Tanzanija.
| Prvih deset proizvođača suvog pasulja () — 2013. | Prvih deset proizvođača suvog pasulja () — 2013. | Prvih deset proizvođača suvog pasulja () — 2013. | Prvih deset proizvođača suvog pasulja () — 2013. | Prvih deset proizvođača suvog pasulja () — 2013. |
| Zemlja | Produkcija (tone)                                | Napomena                                         |                                                  |                                                  |
| --- | ------------------------------------------------ | ------------------------------------------------ | ------------------------------------------------ | ------------------------------------------------ |
| Mjanmar | 3.800.000                                        | F                                                |                                                  |                                                  |
| Indija | 3.630.000                                        |                                                  |                                                  |                                                  |
| Brazil | 2.936.444                                        | A                                                |                                                  |                                                  |
| Kina | 1.400.000                                        | *                                                |                                                  |                                                  |
| Meksiko | 1.294.634                                        |                                                  |                                                  |                                                  |
| Tanzanija | 1.150.000                                        | F                                                |                                                  |                                                  |
| SAD | 1.110.668                                        |                                                  |                                                  |                                                  |
| Kenija | 529,265                                          | F                                                |                                                  |                                                  |
| Uganda | 461,000                                          | *                                                |                                                  |                                                  |
| Ruanda | 438,236                                          |                                                  |                                                  |                                                  |
| [[]]Svet | 23.139.004                                       | A                                                |                                                  |                                                  |
| Bez simbola = zvanična vrednosti, P = zvanična vrednost, F = FAO procena, * = nezvanični/poluzvanični podaci, C = izračunata vrednost A = agregat (može da obuhvata zvaničine, poluzvanične i ili procenjene vrednosti); Izvor: Organizacija za hranu i poljoprivredu (FAO) |                                                  |                                                  |                                                  |                                                  |

## Literatura
- Kaplan, Lawrence (2008). „Legumes in the History of Human Nutrition”.  Ур.: DuBois, Christine; Tan, Chee-Beng; Mintz, Sidney. The World of Soy. NUS Press. стр. 27—. ISBN 978-9971-69-413-5. Приступљено 18. 12. 2012.

## Spoljašnje veze
- Neke sorte pasulja
- Nešto više o poreklu i botaničarskim detaljima